# Віцепрем'єр-міністр Ємену
Віцепрем'єр-міністр є головою уряду Ємену. 
Відповідно до Конституції Ємену, Віцепрем'єр-міністр призначається президентом. 
Нинішні прем'єр-міністри Ємену Ахмед бен Ахмед Майсарі і Ахмед Саїд аль-Хандбаші.